# Danh sách bẫy trong cờ vua
Trong cờ vua, Bẫy đề cập đến việc thực hiện một hoặc nhiều nước đi nhằm mục đích lôi kéo đối phương mắc phải sai lầm.
Danh sách dưới đây được sắp xếp theo thứ tự khai cuộc cờ vua:
- Albin Countergambit: Bẫy Lasker
- Gambit Blackmar-Diemer: Bẫy Halosar
- Phòng thủ Bogo-Ấn Độ: Bẫy Monticelli
- Gambit Budapest:
  - Bẫy Kieninger
  - Bẫy Fajarowicz

- Ván cờ Italia: Gambit Blackburne Shilling
- Phòng thủ Petrov: Bẫy Marshall
- Phòng thủ Philidor: Bẫy Légal
- Gambit Hậu không tiếp nhận: 
  - Bẫy Elephant
  - Bẫy Rubinstein
  - Cambridge Springs Trap
- Ruy Lopez:
  - Bẫy Mortimer
  - Bẫy Noah's Ark
  - Bẫy Tarrasch
  - Bẫy Fishing Pole
- Phòng thủ Sicilian: 
  - Bẫy Magnus Smith
  - Bẫy Siberian
- Gambit Viên: Bẫy Würzburger
- Bẫy Englund Gambit

Còn rất nhiều những cái bẫy khai cuộc đều kết thúc bằng chiếu hết khác có thể tìm thấy tại chiếu hết trong khai cuộc.